# Felsőszölnök
Felsőszölnök è un comune dell'Ungheria di 610 abitanti (dati 2001). È situato nella contea di Vas.